# Корветы типа «Гаврон»
Корветы типа «Гаврон» (с пол. — «Грач», проект 621) — многоцелевые корветы ВМС Польши, вариант проекта MEKO A-100, разработанный немецкой компанией Blohm + Voss. Постройка головного корабля началась в 2001 году.

## Постройка
К 2009 году планировалось построить 7 кораблей этого типа, однако работы начались только на головном корабле, который получил название «Шлёнзак» (Ślązak — пол. силезец, житель Силезии). Строительство неоднократно откладывалось из-за недостатка финансирования, из-за неясности с выбором вооружения и конфигурации системы. Головной корабль был спущен на воду 16 сентября 2009 года, однако дальнейшее строительство приостановилось из-за финансового кризиса. Позже строительство было возобновлено с планами завершения постройки к 2015 году. 24 февраля 2012 года премьер-министр Польши Дональд Туск сообщил, что по итогам заседания Совета национальной безопасности Польши, правительство решило закрыть программу и прекратить постройку головного корабля.
23 сентября 2013 года было подписано соглашение, предусматривающее достройку головного корабля проекта по упрощенному проекту, как патрульного корабля. Сдача планируется на 2016 год.

## Состав серии
| Название    | Заложен | Спущен     | В строю (план)                |
| ----------- | ------- | ---------- | ----------------------------- |
| Ślązak      | 10.2001 | 16.09.2009 | 2016 (как патрульный корабль) |
| Kujawiak    |         |            |                               |
| Krakowiak   |         |            |                               |
| Mazur       |         |            |                               |
| Kurp        |         |            |                               |
| Góral       |         |            |                               |
| Mazowieckie |         |            |                               |